# L'isola dei famosi (quarta edizione)
La quarta edizione del reality show L'isola dei famosi è andata in onda in prima serata su Rai 2 dal 13 settembre all'8 novembre 2006, sempre con la conduzione di Simona Ventura per la quarta volta consecutiva, affiancata in studio dagli opinionisti Michele Cucuzza (presente solamente per la prima puntata), Nancy Dell'Olio (puntate 1, 4 e la puntata speciale intitolata Galà - Tutti a casa), Nicola Savino (puntate 2-6, 8-9 e la puntata speciale intitolata Galà - Tutti a casa), Lory Del Santo (presente solamente per la seconda puntata), Katia Ricciarelli (presente solamente per la terza puntata), Cesare Cadeo (puntate 5 e 8), Elena Santarelli (presente solamente per la quinta puntata), Alessandro Meluzzi (puntate 6 e 7), Michela Rocco di Torrepadula (presente solamente per la sesta puntata), Riccardo Rossi (presente solamente per la settima puntata), Antonio Mazza (presente solamente per la settima puntata), Fabio Canino (presente solamente per l'ottava puntata), Maria Giovanna Elmi (presente solamente per l'ottava puntata) e Alba Parietti (presente solamente per la nona ed ultima puntata), e con la partecipazione dell'inviato Paolo Brosio. È durata 57 giorni, ha avuto 19 naufraghi e 9 puntate e si è tenuta presso Cayos Cochinos (Honduras).
Le vicende dei naufraghi sono state trasmesse da Rai 2 ogni mercoledì in prima serata, mentre la trasmissione delle strisce quotidiane nel day-time è stata affidata a Rai 2.
L'edizione si è conclusa con la vittoria di Luca Calvani, che si è aggiudicato il montepremi di 200000 €.

## Produzione
Inoltre, è stato reintrodotto il meccanismo dell'ultima spiaggia (che nella seconda edizione permise a Sergio Múñiz di arrivare in finale e di vincere), che concede al concorrente appena eliminato dal televoto un'ultima chance per restare nel gioco, restando da solo su una spiaggia isolata, senza aver contatti con gli altri naufraghi, ignari dell'introduzione di tale espediente.
La fascia preserale è stata affidata all'inviato Paolo Brosio, che ha condotto e curato la striscia day-time. Inoltre la domenica ci sono stati dei collegamenti durante Quelli che.... Il programma, inoltre, è stato trasmesso anche su Sky Vivo e sulla piattaforma internet di Fastweb.
Il 15 novembre 2006 è andato in onda il gran galà di chiusura soprannominato Tutti a casa. Inoltre, il 22 novembre è andata in onda una puntata speciale intitolata L'isola dei famosi - Le Olimpiadi, in cui veniva stabilito il migliore tra i vincitori delle prime quattro edizioni.

## Conduzione
L'edizione è stata condotta per la quarta volta consecutiva da Simona Ventura, mentre l'inviato è stato Paolo Brosio. Tra i vari opinionisti presenti in studio con variazioni in ogni puntata: Michele Cucuzza (presente solamente per la prima puntata), Nancy Dell'Olio (puntate 1, 4 e la puntata speciale intitolata Galà - Tutti a casa), Nicola Savino (puntate 2-6, 8-9 e la puntata speciale intitolata Galà - Tutti a casa), Lory Del Santo (presente solamente per la seconda puntata), Katia Ricciarelli (presente solamente per la terza puntata), Cesare Cadeo (puntate 5 e 8), Elena Santarelli (presente solamente per la quinta puntata), Alessandro Meluzzi (puntate 6 e 7), Michela Rocco di Torrepadula (presente solamente per la sesta puntata), Riccardo Rossi (presente solamente per la settima puntata), Antonio Mazzi (presente solamente per la settima puntata), Fabio Canino (presente solamente per l'ottava puntata), Maria Giovanna Elmi (presente solamente per l'ottava puntata) e Alba Parietti (presente solamente per la nona ed ultima puntata), mentre Platinette, Alessandro Rostagno e Cesare Cadeo sono stati gli opinionisti della puntata speciale intitolata L'isola dei famosi - Le Olimpiadi.

## Ambientazione

### L'isola
Il luogo in cui i novelli naufraghi dovranno vivere è il gruppo insulare Cayos Cochinos situati a circa 30 km a nord-est di La Ceiba sulla costa settentrionale dell'Honduras.

#### Cayo Paloma
È una piccola isola nella cui parte centrale c'è una "mini selva" dove ci sono soltanto palme. Quest'isola è circolare, per cui si può fare il giro completo camminando per soli 5 minuti o meno. C'è carenza di cibo perché non si possono raccogliere le noci di cocco delle palme a meno che si trovino sul suolo, infatti quest'isola è una riserva naturale protetta dal governo dell'Honduras e pertanto l'unico modo per mangiare è pescare. Uno dei vantaggi posseduti è l'esiguità di zanzare ed animali.

#### Playa Uva
Spiaggia ostile dove i concorrenti dovettero alloggiare quasi alla fine del programma. Deve il nome ai frutti degli alberi della sua riva.

#### Palafitta
La palafitta è una piattaforma di legno di circa 25 metri quadrati con una piccola capannina. In essa doveva alloggiare uno dei concorrenti per una settimana isolato dal resto del gruppo. Quella che in principio era una dura prova, si trasformò in un luogo dove liberarsi dalla terribile convivenza, dalla ripartizione del cibo e dalla nomination perché il leader mai nominava e mandava alla palafitta la stessa persona nella stessa settimana. I finalisti vissero riuniti in essa durante le due ultime settimane.

### Lo studio
La diretta dallo studio è stata trasmessa dallo studio 2000 del Centro di produzione Rai di Via Mecenate a Milano con una scenografia ispirata ad una ex fabbrica aeronautica a pianta circolare.

## I naufraghi
L'età dei concorrenti si riferisce al momento dello sbarco sull'isola.
| Concorrente             | Età     | Professione                                                                                       | Giorno | Luogo di nascita | Stato                |
| ----------------------- | ------- | ------------------------------------------------------------------------------------------------- | ------ | ---------------- | -------------------- |
| Luca Calvani            | 32 anni | Attore                                                                                            | 1-57   | Prato            | Vincitore            |
| Claudio Chiappucci      | 43 anni | Ex ciclista                                                                                       | 1-57   | Uboldo           | Secondo classificato |
| Marina Occhiena         | 56 anni | Cantante, attrice                                                                                 | 15-57  | Genova           | Terza classificata   |
| Sara Tommasi            | 25 anni | Modella, showgirl                                                                                 | 1-57   | Narni            | Quarta classificata  |
| Linda Santaguida        | 28 anni | Modella, showgirl                                                                                 | 25-50  | Bologna          | Eliminata            |
| Leone Di Lernia         | 68 anni | Conduttore radiofonico, cantautore                                                                | 25-50  | Trani            | Eliminato            |
| Sergio Vastano          | 53 anni | Attore, comico                                                                                    | 25-43  | Roma             | Eliminato            |
| Raffaello Balzo         | 31 anni | Attore, modello                                                                                   | 1-43   | Udine            | Eliminato            |
| Massimo Ceccherini      | 43 anni | Attore, regista, comico, sceneggiatore                                                            | 1-36   | Firenze          | Espulso              |
| Alessandra Pierelli     | 26 anni | Attrice, showgirl, personaggio TV                                                                 | 1-36   | Sezze            | Eliminata            |
| Den Harrow              | 44 anni | Cantante, modello                                                                                 | 8-30   | Nova Milanese    | Ritirato             |
| Maurizia Cacciatori     | 33 anni | Pallavolista                                                                                      | 1-29   | Carrara          | Eliminata            |
| Simona Tagli            | 42 anni | Conduttrice TV, showgirl                                                                          | 22-24  | Milano           | Ritirata             |
| Andrea "Aceto" Degortes | 63 anni | Ex fantino                                                                                        | 1-22   | Olbia            | Eliminato            |
| Raoul Casadei           | 69 anni | Musicista, compositore                                                                            | 1-15   | Gatteo           | Eliminato            |
| Kristen Grove           | 35 anni | Conduttrici TV, conduttrici radiofoniche, cantanti, ex modelle, componenti del gruppo Kris & Kris | 1-15   | Pittsburgh       | Ritirate             |
| Kristen Reichert        | 34 anni | Conduttrici TV, conduttrici radiofoniche, cantanti, ex modelle, componenti del gruppo Kris & Kris | 1-15   | Toronto          | Ritirate             |
| Domiziana Giordano      | 47 anni | Attrice, artista                                                                                  | 1-13   | Roma             | Ritirata             |
| Fernanda Lessa          | 29 anni | Modella, conduttrice TV                                                                           | 1-8    | Rio de Janeiro   | Eliminata            |
| Giuseppe Cionfoli       | 53 anni | Cantautore                                                                                        | 1-8    | Erchie           | Ritirato             |

## Tabella delle nomination e dello svolgimento del programma
Legenda
     Concorrente leader con il potere di mandare in nomination ed immune
     Concorrente immune dalle nomination
     Bacio di Giuda

|                            | Settimana 1                | Settimana 2             | Settimana 3                        | Settimana 4                         | Settimana 5                         | Settimana 6                         | Settimana 7                         | Settimana 8                         | Settimana 8                         | Ultima settimana                               | Ultima settimana                               | Numero totale di nomination |
| -------------------------- | -------------------------- | ----------------------- | ---------------------------------- | ----------------------------------- | ----------------------------------- | ----------------------------------- | ----------------------------------- | ----------------------------------- | ----------------------------------- | ---------------------------------------------- | ---------------------------------------------- | --------------------------- |
| Leader                     | Nessuno                    | Raffaello               | Nessuno                            | Claudio                             | Claudio                             | Claudio                             | Claudio                             | Claudio                             | Claudio                             | Nessuno                                        | Nessuno                                        | Numero totale di nomination |
|                            |                            |                         |                                    |                                     |                                     |                                     |                                     |                                     |                                     |                                                |                                                |                             |
| Luca                       | Domiziana Fernanda         | Raoul                   | Aceto Raffaello                    | Maurizia                            | Alessandra                          | Raffaello                           | Linda                               | Linda Sara                          | Linda Sara                          | Vincitore (Settimana 9 - Giorno 57)            | Vincitore (Settimana 9 - Giorno 57)            | 12                          |
| Claudio                    | Domiziana Luca             | Sara                    | Aceto Sara                         | Maurizia                            | Alessandra                          | Raffaello                           | Leone                               | Linda Luca                          | Linda Luca                          | Secondo classificato (Settimana 9 - Giorno 57) | Secondo classificato (Settimana 9 - Giorno 57) | 0                           |
| Marina                     | Non in gara                | Non in gara             | Immune                             | Massimo                             | Massimo                             | Luca                                | Luca                                | Linda Sara                          | Linda Sara                          | Terza classificata (Settimana 9 - Giorno 57)   | Terza classificata (Settimana 9 - Giorno 57)   | 3                           |
| Sara                       | Aceto Fernanda             | Aceto                   | Luca Aceto                         | Marina                              | Massimo                             | Massimo                             | Luca                                | Luca Marina                         | Luca Marina                         | Quarta classificata (Settimana 9 - Giorno 57)  | Quarta classificata (Settimana 9 - Giorno 57)  | 4                           |
| Linda                      | Non in gara                | Non in gara             | Non in gara                        | Non in gara                         | Non in gara                         | Immune                              | Luca                                | Luca Marina                         | Luca Marina                         | Eliminati (Settimana 8 - Giorno 50)            | Eliminati (Settimana 8 - Giorno 50)            | 1                           |
| Leone                      | Non in gara                | Non in gara             | Non in gara                        | Non in gara                         | Non in gara                         | Immune                              | Marina                              | Sara                                | Sara                                | Eliminati (Settimana 8 - Giorno 50)            | Eliminati (Settimana 8 - Giorno 50)            | 1                           |
| Raffaello                  | Aceto Raoul                | Aceto                   | Luca Massimo                       | Massimo                             | Massimo                             | Luca                                | Linda                               | Eliminato (Settimana 7 - Giorno 43) | Eliminato (Settimana 7 - Giorno 43) | Eliminato (Settimana 7 - Giorno 43)            | Eliminato (Settimana 7 - Giorno 43)            | 6                           |
| Massimo                    | Domiziana Fernanda         | Raoul                   | Raffaello Sara                     | Den                                 | Marina                              | Espulso (Settimana 6 - Giorno 36)   | Espulso (Settimana 6 - Giorno 36)   | Espulso (Settimana 6 - Giorno 36)   | Espulso (Settimana 6 - Giorno 36)   | Espulso (Settimana 6 - Giorno 36)              | Espulso (Settimana 6 - Giorno 36)              | 11                          |
| Alessandra                 | Aceto Fernanda             | Raoul                   | Aceto Massimo                      | Luca                                | Luca                                | Luca                                | Eliminata (Settimana 6 - Giorno 36) | Eliminata (Settimana 6 - Giorno 36) | Eliminata (Settimana 6 - Giorno 36) | Eliminata (Settimana 6 - Giorno 36)            | Eliminata (Settimana 6 - Giorno 36)            | 4                           |
| Den                        | Non in gara                | Non in gara             | Immune                             | Massimo                             | Raffaello                           | Ritirato (Settimana 5 - Giorno 30)  | Ritirato (Settimana 5 - Giorno 30)  | Ritirato (Settimana 5 - Giorno 30)  | Ritirato (Settimana 5 - Giorno 30)  | Ritirato (Settimana 5 - Giorno 30)             | Ritirato (Settimana 5 - Giorno 30)             | 1                           |
| Maurizia                   | Domiziana Fernanda         | Raoul                   | Aceto Alessandra                   | Luca                                | Massimo                             | Eliminata (Settimana 5 - Giorno 29) | Eliminata (Settimana 5 - Giorno 29) | Eliminata (Settimana 5 - Giorno 29) | Eliminata (Settimana 5 - Giorno 29) | Eliminata (Settimana 5 - Giorno 29)            | Eliminata (Settimana 5 - Giorno 29)            | 2                           |
| Aceto                      | Domiziana Fernanda         | Raoul                   | Raffaello Sara                     | Den                                 | Eliminato (Settimana 4 - Giorno 22) | Eliminato (Settimana 4 - Giorno 22) | Eliminato (Settimana 4 - Giorno 22) | Eliminato (Settimana 4 - Giorno 22) | Eliminato (Settimana 4 - Giorno 22) | Eliminato (Settimana 4 - Giorno 22)            | Eliminato (Settimana 4 - Giorno 22)            | 13                          |
| Raoul                      | Alessandra Domiziana       | Massimo                 | Claudio                            | Eliminato (Settimana 3 - Giorno 15) | Eliminato (Settimana 3 - Giorno 15) | Eliminato (Settimana 3 - Giorno 15) | Eliminato (Settimana 3 - Giorno 15) | Eliminato (Settimana 3 - Giorno 15) | Eliminato (Settimana 3 - Giorno 15) | Eliminato (Settimana 3 - Giorno 15)            | Eliminato (Settimana 3 - Giorno 15)            | 8                           |
| Kris & Kris                | Aceto Fernanda             | Massimo                 | Ritirate (Settimana 3 - Giorno 15) | Ritirate (Settimana 3 - Giorno 15)  | Ritirate (Settimana 3 - Giorno 15)  | Ritirate (Settimana 3 - Giorno 15)  | Ritirate (Settimana 3 - Giorno 15)  | Ritirate (Settimana 3 - Giorno 15)  | Ritirate (Settimana 3 - Giorno 15)  | Ritirate (Settimana 3 - Giorno 15)             | Ritirate (Settimana 3 - Giorno 15)             | 0                           |
| Domiziana                  | Aceto Raoul                | Raoul                   | Ritirata (Settimana 2 - Giorno 13) | Ritirata (Settimana 2 - Giorno 13)  | Ritirata (Settimana 2 - Giorno 13)  | Ritirata (Settimana 2 - Giorno 13)  | Ritirata (Settimana 2 - Giorno 13)  | Ritirata (Settimana 2 - Giorno 13)  | Ritirata (Settimana 2 - Giorno 13)  | Ritirata (Settimana 2 - Giorno 13)             | Ritirata (Settimana 2 - Giorno 13)             | 6                           |
| Fernanda                   | Aceto Luca                 | Aceto                   | Eliminata (Settimana 2 - Giorno 8) | Eliminata (Settimana 2 - Giorno 8)  | Eliminata (Settimana 2 - Giorno 8)  | Eliminata (Settimana 2 - Giorno 8)  | Eliminata (Settimana 2 - Giorno 8)  | Eliminata (Settimana 2 - Giorno 8)  | Eliminata (Settimana 2 - Giorno 8)  | Eliminata (Settimana 2 - Giorno 8)             | Eliminata (Settimana 2 - Giorno 8)             | 7                           |
|                            |                            |                         |                                    |                                     |                                     |                                     |                                     |                                     |                                     |                                                |                                                |                             |
| Nominato dal leader        | Nessuno                    | Aceto                   | Nessuno                            | Maurizia                            | Alessandra                          | Raffaello                           | Leone                               | Nessuno                             | Nessuno                             | Nessuno                                        | Nessuno                                        |                             |
| Nominati dal gruppo        | Domiziana Fernanda         | Raoul                   | Aceto Raffaello                    | Massimo                             | Massimo                             | Luca                                | Luca                                | Luca Sara Linda                     | Luca Sara Linda                     | Luca Claudio Marina                            | Luca Claudio Marina                            |                             |
| Annotazioni                | Nessuna annotazione        | Nessuna annotazione     | [ N 1 ] [ N 2 ]                    | Nessuna annotazione                 | [ N 3 ]                             | [ N 4 ]                             | Nessuna annotazione                 | [ N 5 ]                             | [ N 5 ]                             | [ N 6 ]                                        | [ N 6 ]                                        |                             |
| Salvati dal televoto       | Domiziana                  | Aceto                   | Raffaello                          | Massimo                             | Massimo                             | Luca                                | Luca                                | Luca                                | Luca                                | Luca Vincitore                                 | Luca Vincitore                                 |                             |
| Eliminati dal televoto     | Fernanda 56% per eliminare | Raoul 54% per eliminare | Aceto 61% per eliminare            | Maurizia 73% per eliminare          | Alessandra 64% per eliminare        | Raffaello 63% per eliminare         | Leone                               | Linda                               | Sara Quarta classificata            | Marina Terza classificata                      | Claudio Secondo classificato                   |                             |
| Vittime del bacio di Giuda | Aceto                      | Claudio                 | Den                                | Massimo                             | Nessuno                             | Luca                                | Linda                               | Sara                                | Nessuno                             | Nessuno                                        | Nessuno                                        |                             |
| Nuovi sbarchi              | Nessuno                    | Nessuno                 | Den Harrow Marina Occhiena         | Nessuno                             | Leone Di Lernia Linda Santaguida    | Nessuno                             | Nessuno                             | Nessuno                             | Nessuno                             | Nessuno                                        | Nessuno                                        |                             |
| Ritirati                   | Nessuno                    | Domiziana               | Kris & Kris                        | Nessuno                             | Den                                 | Nessuno                             | Nessuno                             | Nessuno                             | Nessuno                             | Nessuno                                        | Nessuno                                        |                             |
| Espulsi                    | Nessuno                    | Nessuno                 | Nessuno                            | Nessuno                             | Nessuno                             | Massimo                             | Nessuno                             | Nessuno                             | Nessuno                             | Nessuno                                        | Nessuno                                        |                             |

## Episodi di particolare rilievo
A sorpresa, nel corso della prima puntata dello show, viene annunciata la presenza di un altro "concorrente". Si tratta del cantante Giuseppe Cionfoli, ma che in realtà non è un vero e proprio concorrente quanto piuttosto una riserva, destinata ad entrare in gioco solo nel caso in cui uno dei partecipanti al reality si ritiri. Nel frattempo il suo luogo di permanenza è una palafitta sul mare, a pochi metri dalla spiaggia (questo per evitare che arrivino naufraghi "in forma"), novità in questa edizione. Allo scadere delle due prime settimane di permanenza, la riserva sarà sfidata da un'altra per la permanenza sulla palafitta. Ma nella puntata del 20 settembre 2006, Giuseppe Cionfoli si ritira dalla palafitta (dopo un solo giorno di permanenza) ed entra al suo posto la star della discomusic degli anni ottanta Den Harrow; da allora ci sarà una lunga serie di ritiri che si aggiunge alle eliminazioni decise dal televoto.
Il 25 settembre, Domiziana Giordano, dichiarando di subire pressioni psicologiche da Ceccherini che l'ha aggredita prima dell'inizio del programma (episodio confermato da Fernanda Lessa e Kris & Kris nonostante l'incredulità della conduttrice, ma smentito da Paolo Brosio e da altri concorrenti, non si conosce perciò la verità), prende la decisione di ritirarsi, e viene sostituita due giorni dopo da Harrow, che raggiunge l'isola. Lo stesso 27 settembre arriva la nuova riserva Marina Occhiena, e anche per lei la permanenza è brevissima: difatti Kris & Kris, a seguito del rocambolesco esito della prova leader della settimana (dove la statunitense Kristen Grove, arrivata prima, si è fermata all'ultimo momento lasciando via libera a Luca Calvani e provocando le polemiche degli altri naufraghi e l'annullamento della prova), riconoscono il proprio errore e, dichiarando di aver sottovalutato la parte "televisiva" del programma e di averne sopravvalutato quella avventurosa, decidono di ritirarsi, e 2 ore dopo arriva al loro posto l'ex cantante dei Ricchi e poveri.
Il 4 ottobre successivo arriva sulla palafitta la quarta riserva: si tratta di Simona Tagli che si ritira dopo 2 giorni per problemi di salute. Al suo posto entrano due riserve: il comico Sergio Vastano e Linda Santaguida, ex schedina di Quelli che il calcio. Il 13 ottobre, dopo numerose discussioni con i compagni di avventura, si ritira dal gioco anche Den Harrow. Il 18 ottobre, dopo l'eliminazione della Pierelli col televoto, dalla palafitta sulla spiaggia arriva la Santaguida.
Lo stesso giorno arriva il settimo inquilino sulla palafitta: il cantante Leone Di Lernia che fa compagnia a Vastano. In seguito ad una presunta bestemmia pronunciata in diretta (ma mai udita chiaramente in trasmissione) viene espulso Massimo Ceccherini e sulla spiaggia arrivano i due reduci della palafitta, in prova per il posto di concorrente. Nella puntata del 25 ottobre il pubblico decide di far rimanere sull'isola Leone Di Lernia, Ceccherini chiede pubblicamente scusa per la bestemmia della puntata precedente che ne ha causato la squalifica. In seguito il reality non vivrà altri momenti particolari.

## L'isola dei famosi - Le Olimpiadi
L'isola dei famosi - Le Olimpiadi è stata la puntata speciale andata in onda il 22 novembre 2006, che stabiliva il migliore tra i vincitori delle prime quattro edizioni: Walter Nudo, Sergio Múñiz, Lory Del Santo e Luca Calvani.
Nel corso della puntata speciale la conduttrice Simona Ventura accoglie in studio, oltre ai quattro vincitori, gli ex concorrenti delle edizioni precedenti. Come concorrenti della prima edizione sono stati presenti Adriano Pappalardo, Giada De Blanck e Carmen Russo; per la seconda edizione sono stati presenti Totò Schillaci, Kabir Bedi e Ana Laura Ribas; per la terza edizione sono stati presenti Albano Carrisi, Enzo Paolo Turchi e Maria Giovanna Elmi; infine per la quarta edizione sono stati presenti Linda Santaguida, Claudio Chiappucci e Den Harrow.
La puntata si è svolta all'insegna dell'ironia, in cui sono stati riproposti i filmati dei più divertenti ed emozionanti momenti delle prime quattro edizioni, dalla penisola di Samaná (Repubblica Dominicana) alla spiaggia di Cayos Cochinos (Honduras). Inoltre, sono stati presenti in studio in qualità di opinionisti: Platinette, Alessandro Rostagno e Cesare Cadeo.

## Opinionisti
| Puntata                           | Messa in onda     | Opinionisti                                                     |
| --------------------------------- | ----------------- | --------------------------------------------------------------- |
| 1                                 | 13 settembre 2006 | Michele Cucuzza, Nancy Dell'Olio                                |
| 2                                 | 20 settembre 2006 | Nicola Savino, Lory Del Santo                                   |
| 3                                 | 27 settembre 2006 | Nicola Savino, Katia Ricciarelli                                |
| 4                                 | 4 ottobre 2006    | Nicola Savino, Nancy Dell'Olio                                  |
| 5                                 | 11 ottobre 2006   | Nicola Savino, Cesare Cadeo, Elena Santarelli                   |
| 6                                 | 18 ottobre 2006   | Nicola Savino, Alessandro Meluzzi, Michela Rocco di Torrepadula |
| 7                                 | 25 ottobre 2006   | Alessandro Meluzzi, Riccardo Rossi, Antonio Mazza               |
| Semifinale                        | 1º novembre 2006  | Fabio Canino, Maria Giovanna Elmi, Cesare Cadeo                 |
| Finale                            | 8 novembre 2006   | Nicola Savino, Alba Parietti                                    |
| Galà - Tutti a casa               | 15 novembre 2006  | Nicola Savino, Nancy Dell'Olio                                  |
| L'isola dei famosi - Le Olimpiadi | 22 novembre 2006  | Platinette, Alessandro Rostagno, Cesare Cadeo                   |

## Ascolti
| Puntata                           | Messa in onda        | Telespettatori | Share  |
| --------------------------------- | -------------------- | -------------- | ------ |
| 1                                 | 13 settembre 2006    | 4 489 000      | 24,42% |
| 2                                 | 20 settembre 2006    | 4 135 000      | 20,76% |
| 3                                 | 27 settembre 2006    | 4 665 000      | 24,27% |
| 4                                 | 4 ottobre 2006       | 5 026 000      | 25,52% |
| 5                                 | 11 ottobre 2006      | 4 907 000      | 28,01% |
| 6                                 | 18 ottobre 2006      | 5 151 000      | 25,57% |
| 7                                 | 25 ottobre 2006      | 5 280 000      | 25,40% |
| Semifinale                        | 1º novembre 2006     | 4 951 000      | 24,58% |
| Finale                            | 8 novembre 2006      | 6 148 000      | 34,31% |
| Media                             | Media                | 4 972 000      | 25,88% |
| Galà - Tutti a casa               | 15 novembre 2006     | 4 064 000      | 18,97% |
| L'isola dei famosi - Le Olimpiadi | 22 novembre 2006     | 3 228 000      | 16,63% |
| Media degli Speciali              | Media degli Speciali | 3 646 000      | 17,80% |